# Torrent dels Horts de les Ferreries
El torrent dels Horts de les Ferreries és un torrent que discorre pel terme municipal de Sant Quirze Safaja, a la comarca del Moianès.
Està situat a la part central-meridional del terme, a llevant del Coll de Poses, al nord-est de la urbanització dels Pinars del Badó. Es forma als Horts de les Ferreries, on arriba el torrent de la Balma de Poses, des d'on davalla cap al nord-est; travessa la C-1413b entre Cal Climent (ponent) i les Ferreries (llevant), i s'aboca en el Tenes just al nord de les Ferreries.